# Philipp Aschenwald
Philipp Aschenwald, né le 12 novembre 1995 à Ramsau im Zillertal, est un sauteur à ski autrichien.

## Biographie
Il est le fils du coureur de combiné nordique Hansjörg Aschenwald.
Membre du club SC Mayrhofen, Philipp Aschenwald participe à des compétitions pour les jeunes de la FIS à partir de 2008. Il obtient son premier podium en 2013 dans la Coupe OPA (des Alpes), juste avant sa première participation aux Championnats du monde junior. Lors de sa troisième sélection à ces championnats en 2015, il est médaillé de bronze à l'épreuve par équipes.
Il est pour la première fois présent sur une épreuve de la Coupe du monde à la Tournée des quatre tremplins en janvier 2016 à Bischofshofen, où il est 29e et marque donc marque ses premiers points. Un mois plus tard, il est notamment 13e à Kuopio, après deux victoires dans la Coupe continentale à Planica. Il revient dans le top trente en 2018 à Oslo, où il améliore ses records avec une onzième place. 
Lors de la saison 2018-2019, il est encore en progression, avec son premier top dix à Oberstdorf (7e en vol à ski), puis son premier podium et victoire à l'épreuve par équipes disputée à Lahti. Au début du mois de mars, il prend part à ses premiers championnats du monde, où il est médaillé d'argent par équipes avec Daniel Huber, Michael Hayböck et Stefan Kraft au grand tremplin et au concours par équipes mixte. Individuellement, il est tout proche du podium au petit tremplin, quatrième à trois dixièmes de son compatriote troisième Stefan kraft. Au Grand Prix d'été 2019, il monte sur le podium à Hinzenbach, avant de commencer l'hiver par une victoire en épreuve par équipes à Wisła en Coupe du monde.
Le 30 novembre 2019, il est deuxième du concours individuel de Coupe du monde à Ruka, montant donc sur son premier podium personnel. Troisième une semaine plus tard à Nijni Taguil, il se positionne au dixième rang final de la Coupe du monde cet hiver.
En fin d'année 2020, il devient champion d'Autriche sur le grand tremplin.

## Palmarès

### Championnats du monde
| Épreuve / Édition        | Individuel     | Individuel     | Par équipes    | Par équipes |
| Épreuve / Édition        | Petit tremplin | Grand tremplin | Grand tremplin | Mixte       |
| Mondiaux 2019 Seefeld    | 4e             | 13e            | Argent         | Argent      |
| Mondiaux 2021 Oberstdorf |                |                | Argent         |             |

Légende :
- : première place, médaille d'or
- : deuxième place, médaille d'argent
- : troisième place, médaille de bronze
- — : Philipp Aschenwald n'a pas participé à cette épreuve

### Championnats du monde de vol à ski
| Épreuve / Édition | Planica 2020 |
| Individuel        | 17e          |
| Par équipes       | 6e           |

### Coupe du monde
- Meilleur classement général : 10e en 2020.
- 2 podiums en individuel : 1 deuxième place et 1 troisième place.
- 9 podiums par équipes : 5 victoires, 1 deuxième place et 3 troisièmes places.
- 1 podium en Super Team : 1 troisième place.

#### Différents classements en Coupe du monde
| Année     | Classement général final |
| 2015-2016 | 44e                      |
| 2017-2018 | 46e                      |
| 2018-2019 | 26e                      |
| 2019-2020 | 10e                      |
| 2020-2021 | 21e                      |
| 2021-2022 | 28e                      |
| 2022-2023 | 34e                      |

### Championnats du monde junior
- Médaille de bronze du concours par équipes en 2015.

### Grand Prix
- 1 podium individuel.

### Coupe continentale
- Victoire au classement général de la Coupe continentale estivale 2018.
- 19 podiums, dont 9 victoires.